# ABU Robocon 2006
Robocon Malaysia 2006 là cuộc thi Robocon được tổ chức lần thứ năm của Hiệp hội Phát thanh Truyền hình châu Á - Thái Bình Dương (ABU). Vòng chung kết diễn ra vào tháng 8 năm 2006 tại Hội trường Merdeka, Putra World Trade Center ở thủ đô Kuala Lumpur, Malaysia. Cuộc thi lần này có chủ đề là "Chinh phục đỉnh cao", dựa trên quá trình xây dựng Tháp đôi Petronas, tòa nhà cao nhất thế giới.

## Luật thi
Sân thi đấu là một hình vuông, bên trong là một khu vực hình vuông nhỏ hơn màu xanh sẫm, là vùng dành cho robot tự động. Vùng dành cho robot điều khiển bằng tay là vùng màu xanh nhạt xung quanh. Vùng tự động dược chia thành các khu vực: Vùng Cao tốc, Vùng Xây dựng, Vùng Cấm và Ô 1 điểm.
Các khối cấu kiện xây dựng được làm bằng xốp có hai màu là đỏ và xanh lam theo màu của hai đội.
Phía trong vùng tự động có 3 tháp cầu không gian. Đặt khối cấu kiện vào tháp cầu không gian trung tâm sẽ ghi được 5 điểm, vào các tháp ở hai bên được 2 điểm. Hai bên lề vùng tự động là hai cột tháp đôi có màu của mỗi đội đứng thẳng hàng với 3 tháp trung tâm, đặt khối cấu kiện vào tháp của đội mình sẽ ghi được 1 điểm. Ngoài ra, mỗi khối cấu kiện đặt vào Ô 1 điểm cũng sẽ được tính 1 điểm.
Nếu một đội đặt được 2 khối cấu kiện lên mỗi tháp cầu không gian và hoàn thành tháp đôi của đội mình thì sẽ giành được chiến thắng tuyệt đối, được gọi là SIAP (nghĩa là "hoàn thành" trong tiếng Malaysia). Nếu không đội nào giành được SIAP sau 3 phút của trận đấu, đội có nhiều điểm hơn sẽ chiến thắng.
Mỗi đội bao gồm 4 thành viên đến từ cùng một trường đại học hoặc cao đẳng. Trên sân thi đấu, mỗi đội chỉ được phép sử dụng tối đa 1 robot điều khiển bằng tay và 3 robot tự động.

## Các đội tham gia
| STT | Quốc gia    | Trường đại học đại diện                      | Đài truyền hình                             |
| --- | ----------- | -------------------------------------------- | ------------------------------------------- |
| 1   | Bangladesh  | Đại học Kỹ thuật Cơ khí Bangladesh           | Đài truyền hình Bangladesh                  |
| 2   | Brunei      | Cao đẳng Cơ khí Jefri Bolkiah                | Đài phát thanh truyền hình Brunei           |
| 3   | Trung Quốc  | Đại học Giao thông Tây An                    | Đài truyền hình Trung ương Trung Quốc       |
| 4   | Ai Cập      | Học viện Khoa học Công nghệ Ả Rập            | Hiệp hội phát thanh truyền hình Ai Cập      |
| 5   | Fiji        | Đại học Nam Thái Bình Dương                  | Công ty TNHH truyền hình Fiji               |
| 6   | Hồng Kông   | Đại học Hồng Kông                            | Đài phát thanh truyền hình Hồng Kông        |
| 7   | Ấn Độ       | Đại học Nirma                                | Doordarshan                                 |
| 8   | Indonesia   | Học viện Bách khoa Kỹ thuật Điện tử Surabaya | Televisi Republik Indonesia                 |
| 9   | Nhật Bản    | Đại học Kỹ thuật Nông nghiệp Tokyo           | Tập đoàn truyền hình Nhật Bản (NHK)         |
| 10  | Hàn Quốc    | Đại học Công nghệ và Giáo dục Hàn Quốc       | Hệ thống truyền thông Hàn Quốc              |
| 11  | Ma Cao      | Đại học Ma Cao                               | Teledifusao de Macau, S.A.                  |
| 12  | Malaysia 1  | Đại học Đa truyền thông                      | Đài phát thanh truyền hình Malaysia         |
| 13  | Malaysia 2  | Đại học Công nghệ Malaysia                   | Đài phát thanh truyền hình Malaysia         |
| 14  | Mông Cổ     | Đại học Khoa học Công nghệ Mông Cổ           | Đài phát thanh truyền hình Cộng hòa Mông Cổ |
| 15  | Nepal       | Đại học IOE Tribhuvan                        | Đài truyền hình Nepal                       |
| 16  | Ả Rập Xê Út | Đại học Đức vua Abdulaziz                    | Đài phát thanh truyền hình Ả Rập Xê Út      |
| 17  | Sri Lanka   | Đại học Peradeniya                           | Công ty TNHH Mạng truyền hình độc lập       |
| 18  | Thái Lan    | Cao đẳng Kỹ thuật Samut Songkram             | Công ty TNHH Công cộng MCOT                 |
| 19  | Việt Nam    | Đại học Bách khoa Thành phố Hồ Chí Minh      | Đài truyền hình Việt Nam                    |

## Các bảng đấu
| Bảng A    | Bảng B    | Bảng C      | Bảng D   | Bảng E     | Bảng F    | Bảng G     |
| --------- | --------- | ----------- | -------- | ---------- | --------- | ---------- |
| Ma Cao    | Thái Lan  | Nhật Bản    | Việt Nam | Trung Quốc | Ấn Độ     | Malaysia 2 |
| Indonesia | Mông Cổ   | Bangladesh  | Fiji     | Brunei     | Sri Lanka | Nepal      |
| Ai Cập    | Hồng Kông | Ả Rập Xê Út | Hàn Quốc | Malaysia 1 |           |            |

## Vòng bảng
|  | Đội tuyển đi tiếp vào vòng trong |

### Bảng A
| Đội tuyển | Số trận | Thắng | Thua | Điểm | SIAP |
| --------- | ------- | ----- | ---- | ---- | ---- |
| Indonesia | 2       | 2     | 0    | 33   | 0    |
| Ma Cao    | 2       | 1     | 1    | 26   | 0    |
| Ai Cập    | 2       | 0     | 2    | 7    | 0    |

|  | v |  |
|  | - |  |
|  |   |  |

|  | v |  |
|  | - |  |
|  |   |  |

|  | v |  |
|  | - |  |
|  |   |  |

### Bảng B
| Đội tuyển | Số trận | Thắng | Thua | Điểm | SIAP |
| --------- | ------- | ----- | ---- | ---- | ---- |
| Thái Lan  | 2       | 2     | 0    | 25   | 0    |
| Hồng Kông | 2       | 1     | 1    | 11   | 0    |
| Mông Cổ   | 2       | 0     | 2    | 7    | 0    |

|  | v |  |
|  | - |  |
|  |   |  |

|  | v |  |
|  | - |  |
|  |   |  |

|  | v |  |
|  | - |  |
|  |   |  |

### Bảng C
| Đội tuyển   | Số trận | Thắng | Thua | Điểm | SIAP |
| ----------- | ------- | ----- | ---- | ---- | ---- |
| Nhật Bản    | 2       | 2     | 0    | 46   | 2    |
| Bangladesh  | 2       | 1     | 1    | 7    | 0    |
| Ả Rập Xê Út | 2       | 0     | 2    | 1    | 0    |

|  | v |  |
|  | - |  |
|  |   |  |

|  | v |  |
|  | - |  |
|  |   |  |

|  | v |  |
|  | - |  |
|  |   |  |

### Bảng D
| Đội tuyển | Số trận | Thắng | Thua | Điểm | SIAP |
| --------- | ------- | ----- | ---- | ---- | ---- |
| Việt Nam  | 2       | 2     | 0    | 41   | 1    |
| Hàn Quốc  | 2       | 1     | 1    | 13   | 0    |
| Fiji      | 2       | 0     | 2    | 6    | 0    |

|  | v |  |
|  | - |  |
|  |   |  |

|  | v |  |
|  | - |  |
|  |   |  |

|  | v |  |
|  | - |  |
|  |   |  |

### Bảng E
| Đội tuyển  | Số trận | Thắng | Thua | Điểm | SIAP |
| ---------- | ------- | ----- | ---- | ---- | ---- |
| Trung Quốc | 2       | 2     | 0    | 36   | 1    |
| Malaysia 1 | 2       | 1     | 1    | 23   | 0    |
| Brunei     | 2       | 0     | 2    | 13   | 0    |

|  | v |  |
|  | - |  |
|  |   |  |

|  | v |  |
|  | - |  |
|  |   |  |

|  | v |  |
|  | - |  |
|  |   |  |

### Bảng F
| Đội tuyển | Số trận | Thắng | Thua | Điểm | SIAP |
| --------- | ------- | ----- | ---- | ---- | ---- |
| Ấn Độ     | 2       | 2     | 0    | 17   | 0    |
| Sri Lanka | 2       | 0     | 2    | 4    | 0    |

|  | v |  |
|  | - |  |
|  |   |  |

|  | v |  |
|  | - |  |
|  |   |  |

### Bảng G
| Đội tuyển  | Số trận | Thắng | Thua | Điểm | SIAP |
| ---------- | ------- | ----- | ---- | ---- | ---- |
| Malaysia 2 | 2       | 1     | 1    | 22   | 0    |
| Nepal      | 2       | 1     | 1    | 20   | 0    |

|  | v |  |
|  | - |  |
|  |   |  |

|  | v |  |
|  | - |  |
|  |   |  |

## Vòng đấu loại trực tiếp
|  | Tứ kết     | Tứ kết   |            |    | Bán kết | Bán kết |  |  | Chung kết | Chung kết |
|  |            |          |            |    |         |         |  |  |           |           |
|  |            |          |            |    |         |         |  |  |           |           |
|  |            |          |            |    |         |         |  |  |           |           |
|  | Indonesia  | 1        |            |    |         |         |  |  |           |           |
|  | Indonesia  | 1        |            |    |         |         |  |  |           |           |
|  | Thái Lan   | 12       |            |    |         |         |  |  |           |           |
|  | Thái Lan   | 12       | Thái Lan   | 14 |         |         |  |  |           |           |
|  |            |          | Thái Lan   | 14 |         |         |  |  |           |           |
|  |            |          | Trung Quốc | 3  |         |         |  |  |           |           |
|  | Trung Quốc | SIAP     | Trung Quốc | 3  |         |         |  |  |           |           |
|  | Trung Quốc | SIAP     |            |    |         |         |  |  |           |           |
|  | Ấn Độ      | 3        |            |    |         |         |  |  |           |           |
|  | Ấn Độ      | 3        | Thái Lan   | 11 |         |         |  |  |           |           |
|  |            |          | Thái Lan   | 11 |         |         |  |  |           |           |
|  |            | Việt Nam | SIAP(24)   |    |         |         |  |  |           |           |
|  | Nhật Bản   | Việt Nam | SIAP(24)   | 3  |         |         |  |  |           |           |
|  | Nhật Bản   |          |            | 3  |         |         |  |  |           |           |
|  | Việt Nam   | 12       |            |    |         |         |  |  |           |           |
|  | Việt Nam   | 12       | Việt Nam   | 15 |         |         |  |  |           |           |
|  |            |          | Việt Nam   | 15 |         |         |  |  |           |           |
|  |            |          | Malaysia 2 | 10 |         |         |  |  |           |           |
|  | Malaysia 2 | SIAP     | Malaysia 2 | 10 |         |         |  |  |           |           |
|  | Malaysia 2 | SIAP     |            |    |         |         |  |  |           |           |
|  | Ma Cao     | 5        |            |    |         |         |  |  |           |           |
|  | Ma Cao     | 5        |            |    |         |         |  |  |           |           |
|  |            |          |            |    |         |         |  |  |           |           |

## Kết quả
| Vô địch Robocon Kuala Lumpur 2006 BKPro Đại học Bách khoa Thành phố Hồ Chí Minh - Việt Nam Lần thứ ba |

- Giải nhì: Thái Lan
- Giải ba: Malaysia 2 và Trung Quốc

### Các giải phụ
- Giải thưởng của Hiệp hội Phát thanh Truyền hình châu Á -Thái Bình Dương: Malaysia 2
- Giải Ý tưởng xuất sắc nhất: Nhật Bản
- Giải Kỹ thuật tốt nhất: Malaysia 1
- Giải Thiết kế tốt nhất: Việt Nam